# Марги, Яаков
Яаков Марги (ивр. יעקב מרגי‎; род. 18 ноября 1960, Марокко) — израильский политик, депутат кнессета (16—23 созывы), бывший министр по делам религий Израиля.

## Биография
Яаков Марги родился 18 ноября 1960 года в Марокко, в 1962 году репатриировался в Израиль. Марги служил в Армии обороны Израиля. В период с 1993 по 2003 год работал председателем религиозного комитета в Беер Шеве. С 2001 года занимает пост генерального директора «ШАС».
В 2003 году впервые был избран в кнессет (16 созыв), членствовал в комиссии по науке и технологии, особой комиссии по делам иностранных рабочих, комиссии по обращениям граждан и комиссии по правам ребёнка.
В 2006 году был переизбран в кнессет 17-го созыва, работал в составе финансовой комиссии, совместной комиссии по бюджету обороны, комиссии по внутренним делам и защите окружающей среды, комиссии по обращениям граждан, комиссии по правам ребёнка, комиссии Кнессета, комиссии по иностранным делам и безопасности и комиссии по вопросам этики. Кроме того, Марги был председателем комиссии кнессета.
В сформированном Биньямином Нетаньяху правительстве в 2009 году, Марги занял пост министра по делам религий.
В феврале 2016 года Яаков Марги возглавил делегацию Кнессета Израиля посетившую Крым. В этой связи, посол Украины в Израиле Геннадий Надоленко заявил, что из-за этого инцидента Киев может отменить безвизовый режим для граждан Израиля. В частности, для паломников в Умань.

## Личная жизнь
Марги женат, имеет двоих детей, живёт в мошаве Сде-Цви.